# Макаридзе, Георгий
Георгий Макаридзе (груз. გიორგი მაკარიძე; род. 31 марта 1990, Тбилиси) — грузинский футболист, вратарь испанского клуба «Понферрадина» и национальной сборной Грузии.

## Карьера игрока
Георгий начинал свою карьеру в тбилисском «Динамо». Он дебютировал за клуб в 2006 году и провёл за него тридцать семь встреч. Также Георгий сыграл девять матчей за «Динамо-2». В 2009 году голкипер перешёл в «Ле Ман». Сумма трансфера составила восемьсот тысяч евро. C 2009 по 2011 год он играл за вторую команду клуба, сыграв двадцать пять игр. За «Ле Ман» Георгий дебютировал в на данный момент последний сезон команды в высшей лиге 2009/10. В этом сезоне он провёл два матча. Сейчас на его счету сорок встреч за «Ле Ман».

## Карьера в сборной
За национальную сборную Грузии Георгий дебютировал в возрасте 17 лет 12 сентября 2007 года в товарищеском матче против Азербайджана (1:1). В 2007 и 2008 годах Георгий провёл ещё 4 матча за сборную, включая победу над Шотландией в отборочном турнире Евро 2008. После поражения от Северной Ирландии в марте 2008 года юный голкипер перестал выступать за сборную. Следующий матч за сборную Макаридзе провёл 9 лет спустя, выйдя на поле в товарищеском матче против сборной Латвии (5:0) 28 марта 2017 года.

## Достижения
«Динамо» (Тбилиси)
- Чемпион Грузии: 2007/08
- Обладатель Суперкубка Грузии: 2008

«Морейренсе»
- Обладатель Кубка португальской лиги: 2016/17

Личные
- Лучший вратарь Второй лиги Португалии: 2015/16